# شيخ محمد أسلم
شيخ محمد أسلم (بالبنغالية: শেখ মোহাম্মদ আসলাম) هو لاعب كرة قدم ومدرب كرة قدم بنغلاديشي، ولد في 1962.